# 장 아누이

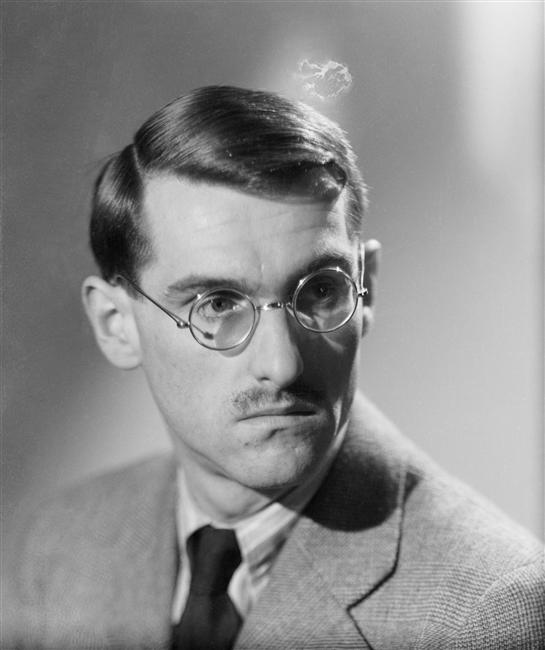
(1940)

장 마리 루시앙 피에르 아누일(Jean Marie Lucien Pierre Anouilh, 1910년 6월 23일 ~ 1987년 10월 3일)는 프랑스의 극작가이다.
1910년 보르도에서 양복 재단사인 아버지와 바이올리니스트인 어머니 사이에서 태어난 아누이는 어린 시절부터 어머니 덕분에 오페레타 등을 관람할 수 있는 기회가 많았다. 그는 고등학교 시절을 파리에서 보내고 법학을 공부했지만 적성에 맞지 않아 중단하고 광고 회사에 다니며 일종의 문장 훈련 기간을 보낸다.
청년 아누일은 샹젤리제 극장에서 자주 공연을 관람했는데 1928년 공연된 장 지로두(Jean Giraudoux)의 ＜지그프리트(Sigfried)＞에 완전히 매료되어 연극계에서 일하기로 결심한다. 그는 당시 샹젤리제 극장의 상임 연출가였던 루이 주베(Louis Juvet)의 비서로 취직하면서 연극계에 몸담는다. 1932년에 발표된 첫 작품 ＜흰 담비(Hermine)＞가 성공을 거두자 아누이는 극작가의 길에 전념하기로 한다. 1937년에 공연된 ＜짐 없는 여행자(Le Voyageur sans bagage)＞의 대성공으로 아누이는 극작가로서의 명성을 얻게 된다.

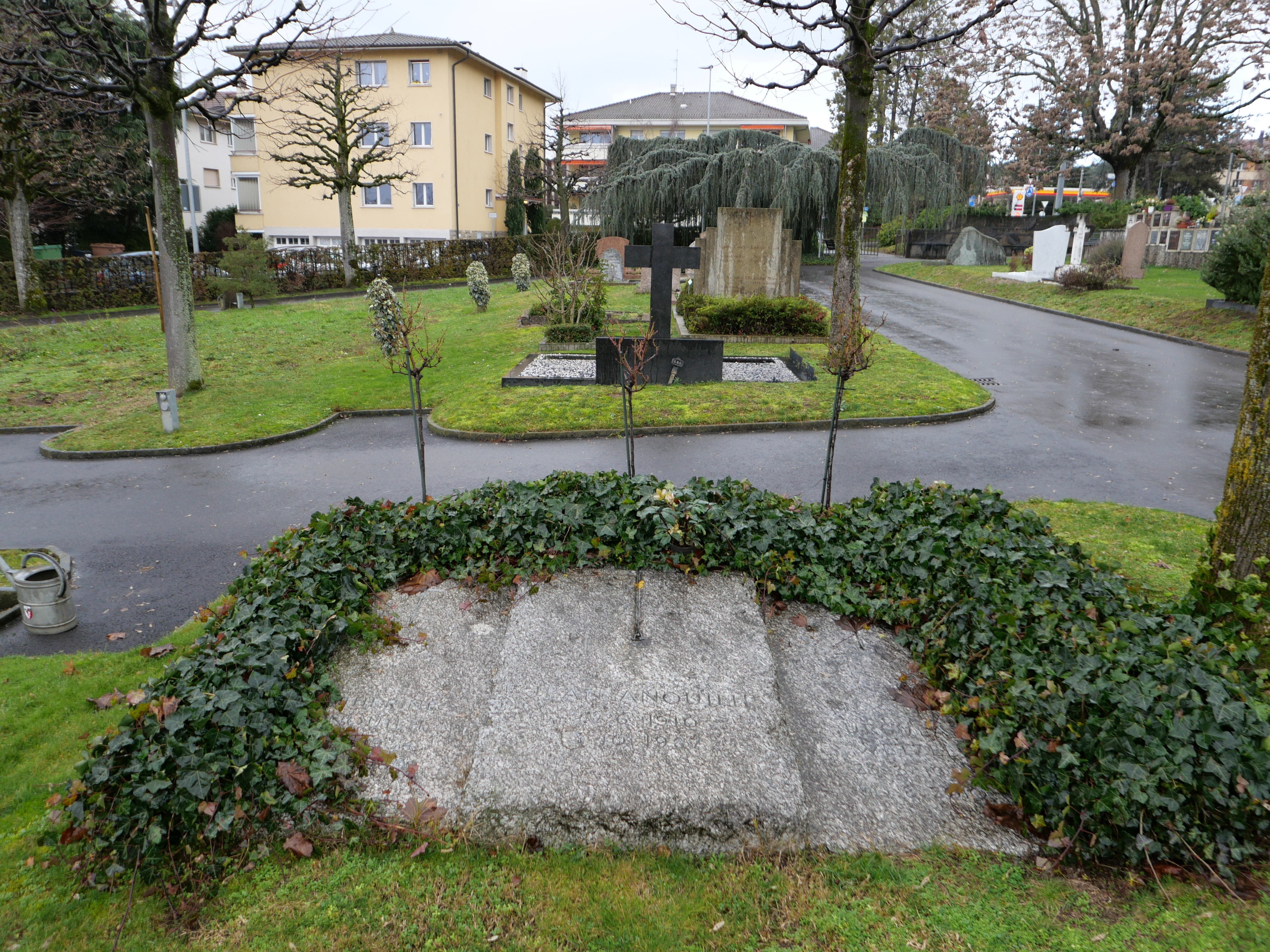
Lausanne 근처의 Pully 묘지에 있는 Anouilh, 그의 장녀 Catherine(1934-1989) 및 그의 마지막 파트너 Ursula Wetzel(1938-2010)의 무덤.

1937년 피에토프에 의해서 상연된 <짐이 없는 여행자>는 <지크프리트>와 비슷한 것으로서, 전쟁 때문에 기억상실증에 걸린 사나이가 자신의 과거를 알게 됨에 따라 그 추악함에 절망을 느끼는 과정을 이야기한 것으로 결정적인 대성공을 거두었다. 그 후 해마다 한 작품을 내는 페이스를 흩뜨리지 않고, <야성녀> <도둑들의 무도회> <산리스에서의 회합> <레오카디아> 등을 썼으며, 제2차대전 중에는 초기 작품 중의 대표작으로 지목되는 <안티고네>를 발표했다.
전후에도 그 창작력은 더욱 왕성하여 <성(城)에의 초대> <무대연습> <종달새> <오르니플> <불쌍한 비토스> 등 대작을 내놓았고, 후기의 걸작 <베게트>와 <신의 명예>를 낳게 된다. 아누이 자신은 이들 희곡을 검은 희곡집, 장미빛 희곡집, 빛나는 희곡집이라는 명칭을 붙여 정리했다. 사실 아누이는 빈곤 때문에 정신마저 타락해버린 하층계급과, 금력(金力)을 쥐고 고상한 체하는 부르주아 계급 쌍방의 절망적인 부패를 폭로하는 검은 드라마를 찾아내는 동시에, 몰리에르나 마리보를 계승하는 경쾌한 희극에도 뛰어났다.
제법 다작인 편이지만 대표작은 〈로메오와 자네트〉(1946), 〈성 (城) 에의 초대〉(1947), 〈종달새〉(1953) 〈베케트〉(1959)를 꼽을 수 있다. 작풍은 지로두 계보에 속하여 그것을 당세에 맞게 속세적으로 발전시킨 것이라 하여도 좋으며 그것은 순수와 불순, 실존과 상식, 이상과 현실이 대립하는 교묘한 바리에이션을 덧붙였다.
작품이 자아내는 분위기와 주제에 따라 아누이의 작품은 ‘검은 희곡’, ‘새로운 검은 희곡’, ‘삐걱거리는 희곡’, ‘새로운 삐걱거리는 희곡’, ‘화려한 희곡’, ‘장밋빛 희곡’, ‘가장 희곡’, ‘바로크 희곡’, ‘은밀한 희곡’, ‘익살스러운 희곡’으로 분류된다.

## 참고 자료
- 이 문서에는 다음커뮤니케이션(현 카카오)에서 GFDL 또는 CC-SA 라이선스로 배포한 글로벌 세계대백과사전의 내용을 기초로 작성된 글이 포함되어 있습니다.